# Landesregierung Marita Petersen
Die Landesregierung mit Marita Petersen als Ministerpräsidentin an der Spitze war die siebzehnte Regierung der Färöer nach Erlangung der inneren Selbstverwaltung (heimastýri) im Jahr 1948.

## Regierung
Die Regierung wurde am 24. April 1993 gebildet und bestand bis zum 10. September 1994. Es war eine Dreierkoalition, die sich aus Javnaðarflokkurin, Tjóðveldisflokkurin und Sjálvstýrisflokkurin zusammensetzte.
Marita Petersen vom Javnaðarflokkurin führte als Ministerpräsidentin die Regierung an. Darüber hinaus war sie auch für Auswärtiges und Justiz zuständig.
Finnbogi Ísakson vom Tjóðveldisflokkurin war stellvertretender Ministerpräsident und Minister für Finanzen und Wirtschaft,
Thomas Arabo vom Javnaðarflokkurin Minister für Fischerei und Industrie,
Jóannes Eidesgaard vom Javnaðarflokkurin Minister für Soziales, Gesundheit und Arbeit,
Signar Hansen vom Tjóðveldisflokkurin Minister für Umwelt, Energie und Kommunales und schließlich Bergur Jacobsen vom Sjálvstýrisflokkurin Minister für Kultur, Bildung und Nordische Angelegenheiten.
In die Zeit der Landesregierung Marita Petersen fällt auch der Höhepunkt der schweren Wirtschaftskrise, die die Färöer seit Beginn der 1990er Jahre durchlebten. Es kam dabei zu heftigen Auseinandersetzungen zwischen den Regierungen in Kopenhagen und Tórshavn.
Marita Petersen vom Javnaðarflokkurin war bereits in der Vorgängerregierung am Ende für kurze Zeit Ministerpräsidentin gewesen, übernahm dabei jedoch lediglich das unveränderte Kabinett von Atli Dam. Bei der Neuzusammenstellung der Regierung im April 1993 unter ihrer Führung wurde die Zweierkoalition von Javnaðarflokkurin und Fólkaflokkurin durch eine Dreierkoalition von Javnaðarflokkurin, Tjóðveldisflokkurin und Sjálvstýrisflokkurin ersetzt. Allerdings mussten die Koalitionspartner im folgenden Jahr bei den Parlamentswahlen am 7. Juli 1994 eine herbe Niederlage einstecken, allen voran der Javnaðarflokkurin, dessen Sitze im Parlament halbiert wurden. Damit war das Ende der Regierung besiegelt.
Marita Petersen war die erste und bislang einzige Frau in der Geschichte der Färöer, die das Amt des Løgmaður innehatte.

## Mitglieder
Mitglieder der Landesregierung Marita Petersen vom 24. April 1993 bis zum 10. September 1994:
| Aufgabenbereich                                       | Minister           | Minister | Partei                   |
| ----------------------------------------------------- | ------------------ | -------- | ------------------------ |
| Ministerpräsident (Løgmaður) Auswärtiges und Justiz   | Marita Petersen    |          | C – Javnaðarflokkurin    |
| stellvertr. Ministerpräsident Finanzen und Wirtschaft | Finnbogi Ísakson   |          | E – Tjóðveldisflokkurin  |
| Fischerei und Industrie                               | Thomas Arabo       |          | C – Javnaðarflokkurin    |
| Soziales, Gesundheit und Arbeit                       | Jóannes Eidesgaard |          | C – Javnaðarflokkurin    |
| Umwelt, Energie und Kommunales                        | Signar Hansen      |          | E – Tjóðveldisflokkurin  |
| Kultur, Bildung und Nordische Angelegenheiten         | Bergur Jacobsen    |          | D – Sjálvstýrisflokkurin |